# Illusion de Hering

Illusion de Hering

L'illusion de Hering est une illusion d'optique découverte par le psychologue allemand Ewald Hering en 1861. Les deux lignes rouges verticales sont parallèles mais elles semblent inclinées vers l'extérieur pour certains observateurs. La distorsion est induite par les lignes bleues de l'arrière-plan, comme dans l'illusion de Orbison. Celle de Wundt produit un effet similaire mais inversé. L'arrière plan simule une perspective et crée une fausse impression de profondeur.